# الأبهر (صنعاء القديمة)

تعديل مصدري - تعديل

حارة الابهر هي إحدى حارات مدينة صنعاء القديمة، بلغ تعداد سكانها 995 نسمة حسب تعداد اليمن لعام 2004.